# 第86回天皇杯全日本サッカー選手権大会
第86回天皇杯全日本サッカー選手権大会（だい86かい てんのうはいぜんにほんサッカーせんしゅけんたいかい）は、2006年（平成18年）9月17日から2007年（平成19年）1月1日まで開催された天皇杯全日本サッカー選手権大会である。

## 概要
JリーグのJ1（18クラブ）、J2（13クラブ）に所属する全クラブに加え、JFL、大学から各1チーム、各都道府県予選を勝ち上がった47チーム、計80チームが本大会に出場した。
この大会の優勝チームは浦和レッドダイヤモンズで、Jリーグ発足後初の大会連覇を達成。またコンサドーレ札幌がJ2所属クラブとしては第81回の川崎フロンターレ以来、2チーム目のベスト4入りを果たした。

## スケジュール
| 1回戦    | 9月17日      | 都道府県代表39チーム、大学シードチームの出場 |
| 2回戦    | 9月23日      | 1回戦シード都道府県代表8チームの出場         |
| 3回戦    | 10月8日      | J2チーム、JFLシードチームの出場              |
| 4回戦    | 11月4日、5日 | J1チームの出場                               |
| 5回戦    | 12月9日      |                                              |
| 準々決勝 | 12月23日     |                                              |
| 準決勝   | 12月29日     |                                              |
| 決勝     | 2007年1月1日 | 国立霞ヶ丘競技場陸上競技場                   |

## 出場チーム

### J1リーグ
- 鹿島アントラーズ（23回目）
- 浦和レッズ（42回目）
- 大宮アルディージャ（12回目）
- ジェフユナイテッド千葉（42回目）
- FC東京（13回目）
- 川崎フロンターレ（23回目）
- 横浜F・マリノス（29回目）
- ヴァンフォーレ甲府（15回目）
- アルビレックス新潟（15回目）

- 清水エスパルス（15回目）
- ジュビロ磐田（30回目）
- 名古屋グランパスエイト（30回目）[4]
- 京都パープルサンガ（24回目）
- ガンバ大阪（26回目）
- セレッソ大阪（38回目）
- サンフレッチェ広島（55回目）
- アビスパ福岡（15回目）
- 大分トリニータ（11回目）

### J2リーグ
- コンサドーレ札幌（26回目）
- ベガルタ仙台（13回目）
- モンテディオ山形（15回目）
- 水戸ホーリーホック（11回目）
- ザスパ草津（4回目）
- 柏レイソル（39回目）
- 東京ヴェルディ1969（32回目）

- 横浜FC（8回目）
- 湘南ベルマーレ（35回目）
- ヴィッセル神戸（20回目）
- 徳島ヴォルティス（18回目）
- 愛媛FC（8回目）
- サガン鳥栖（15回目）[5]

### JFL
- Honda FC（31回目）

### 大学
- 立命館大学（6回目）

### 都道府県代表
- 北海道 ノルブリッツ北海道FC（3回目）
- 青森県 八戸大学（6回目）
- 岩手県 岩手大学（3回目）
- 宮城県 ソニー仙台FC（9回目）
- 秋田県 TDK（13回目）
- 山形県 山形大学（初出場）
- 福島県 FCプリメーロ（7回目）
- 茨城県 流通経済大学（3回目）
- 栃木県 栃木SC（9回目）
- 群馬県 アルテ高崎（6回目）
- 埼玉県 尚美学園大学（初出場）
- 千葉県 ジェフ・クラブ（2回目）
- 東京都 法政大学（12回目）
- 神奈川県 神奈川大学（2回目）
- 山梨県 韮崎アストロス（11回目）
- 長野県 松本山雅FC（2回目）
- 新潟県 JAPANサッカーカレッジ（7回目）
- 富山県 YKK AP（11回目）
- 石川県 テイヘンズFC（10回目）
- 福井県 福井工業大学（3回目）
- 静岡県 静岡FC（2回目）
- 愛知県 愛知学院大学（7回目）
- 三重県 三重中京大学（3回目）
- 岐阜県 FC岐阜（初出場）

- 滋賀県 びわこ成蹊スポーツ大学（2回目）
- 京都府 同志社大学（9回目）
- 大阪府 関西大学（12回目）
- 兵庫県 バンディオンセ神戸（4回目）[6]
- 奈良県 高田FC（3回目）
- 和歌山県 初芝橋本高校（6回目）
- 鳥取県 SC鳥取（9回目）
- 島根県 FCセントラル中国（3回目）
- 岡山県 三菱自動車水島FC（8回目）
- 広島県 広島経済大学（2回目）
- 山口県 徳山大学（5回目）
- 香川県 カマタマーレ讃岐（8回目）
- 徳島県 徳島ヴォルティス・アマチュア（初出場）
- 愛媛県 愛媛FCユース（2回目）
- 高知県 高知大学（11回目）
- 福岡県 福岡大学（24回目）
- 佐賀県 佐賀大学（2回目）
- 長崎県 V・ファーレン長崎（初出場）
- 熊本県 ロッソ熊本（7回目）[7]
- 大分県 新日鐵大分（5回目）
- 宮崎県 宮崎産業経営大学（初出場）
- 鹿児島県 鹿屋体育大学（6回目）
- 沖縄県 FC琉球（3回目）

1. ↑  マッチナンバー28（東平尾公園博多の森球技場）は9月24日開催
2. ↑  予備日11月8日。Jリーグヤマザキナビスコカップ決勝進出チームが対象。（2006年は鹿島アントラーズとジェフ千葉）
3. ↑  予備日12月16日。J1・J2入れ替え戦出場チームが対象。（2006年はアビスパ福岡）
4. ↑  トヨタ自動車工業サッカー部（15回出場）の出場回数を含む。
5. ↑  鳥栖フューチャーズ（5回出場）の出場回数を含む。
6. ↑  兵庫教員蹴球団（2回出場）の出場回数を含まない。
7. ↑  アルエット熊本（5回出場）の出場回数を含む。

## 試合

### 1回戦
| 2006年9月17日 | ノルブリッツ北海道FC | 1 - 2          | 新日鐵大分                   | 札幌厚別公園競技場           |  |
| 13:00         | 土田真也 61分        | 公式記録 (PDF) | 後藤一利 5分 · 長木通憲 63分 | 観客数: 641人 主審: 鍋島將起 |  |

| 2006年9月17日                     | 松本山雅FC                    | 2 - 2 (延長) (4 - 3 PK戦)                  | 同志社大学                    | 長野県松本平広域公園総合球技場 |  |
| 13:00                             | 白尾秀人 51分 · 小澤修一 99分 | 公式記録 (PDF)                             | 亀井聖司 31分 · 宮本雅史 92分 | 観客数: 1,662人 主審: 数原武志 |  |
|                                   |                               | PK戦                                       |                               |                                |  |
| 白尾秀人 奈良安剛 矢畑智裕 李峰日 |                               | 富田智明 亀井聖司 宮本雅史 出崎升浩 林東柱 |                               |                                |  |

| 2006年9月17日 | 岩手大学 | 0 - 2          | 高知大学          | 盛岡南公園球技場             |  |
| 13:00         |          | 公式記録 (PDF) | 坂口遥 30分, 77分 | 観客数: 310人 主審: 藤田稔人 |  |

| 2006年9月17日 | SC鳥取                        | 2 - 1          | ソニー仙台FC  | 鳥取バードスタジアム         |  |
| 13:00         | 田村和也 59分 · 西村英樹 66分 | 公式記録 (PDF) | 平間智和 56分 | 観客数: 511人 主審: 田辺宏司 |  |

| 2006年9月17日 | テイヘンズFC | 0 - 5          | 鹿屋体育大学                                              | 金沢市民サッカー場           |  |
| 13:01         |              | 公式記録 (PDF) | 比嘉啓太 41分, 46分, 76分 · 木村星弥 80分 · 樺山市基 89分 | 観客数: 471人 主審: 大西弘幸 |  |

| 2006年9月17日 | びわこ成蹊スポーツ大学                              | 4 - 1          | 福井工業大学  | 皇子山陸上競技場           |  |
| 13:00         | 玉垣光滋 40分 · 坂井優介 42分 · 近藤岳登 44分, 71分 | 公式記録 (PDF) | 武内晋介 81分 | 観客数: 478人 主審: 廣瀬格 |  |

| 2006年9月17日 | 韮崎アストロスFC                              | 3 - 2          | 山形大学                        | 韮崎中央公園陸上競技場       |  |
| 13:00         | 池田大輔 36分 · 渡辺一城 59分 · 向山武典 61分 | 公式記録 (PDF) | 宍戸雄一郎 19分 · 小泉崇史 86分 | 観客数: 236人 主審: 西尾英朗 |  |

| 2006年9月17日 | 徳山大学      | 1 - 4          | 立命館大学                                                    | 維新百年記念公園ラグビー・サッカー場 |  |
| 13:02         | 河野元久 71分 | 公式記録 (PDF) | 福本尚純 15分 · 古部健太 36分 · 森井惟吉 61分 · 安西猛浩 88分 | 観客数: 168人 主審: 牧野明久         |  |

| 2006年9月17日 | FCプリメーロ | 0 - 1          | 三菱水島FC    | Jヴィレッジ                  |  |
| 13:00         |              | 公式記録 (PDF) | 川口正人 71分 | 観客数: 657人 主審: 田尻智計 |  |

| 2006年9月17日 | FCセントラル中国                              | 3 - 0          | 愛媛FCユース | 松江市営陸上競技場           |  |
| 13:00         | 佐伯周次郎 28分 · 庄司孝 76分 · 田栗史康 89分 | 公式記録 (PDF) |              | 観客数: 553人 主審: 今村義朗 |  |

| 2006年9月17日 | 三重中京大学                | 2 - 3          | 関西大学                  | 三重県鈴鹿スポーツガーデン   |  |
| 13:00         | 木村健 18分 · 野崎陽介 34分 | 公式記録 (PDF) | 櫻田真平 10分, 74分, 86分 | 観客数: 753人 主審: 野田祐樹 |  |

| 2006年9月17日 | 徳島ヴォルティス・アマチュア | 0 - 2          | FC琉球                            | 徳島市球技場                 |  |
| 13:00         |                              | 公式記録 (PDF) | 栗田泰次郎 31分 · 黒田福太郎 88分 | 観客数: 235人 主審: 勝又光司 |  |

| 2006年9月17日 | FC岐阜                                                           | 5 - 1          | 広島経済大学 | 岐阜メモリアルセンター長良川球技メドウ |  |
| 13:00         | 小島宏美 9分, 40分 · 片桐淳至 35分 · 森山泰行 73分 · 李成浩 87分 | 公式記録 (PDF) | 小道薫 31分  | 観客数: 1,229人 主審: 松尾一           |  |

| 2006年9月17日 | 宮崎産業経営大学                                 | 3 - 2 (延長)   | ジェフ・クラブ                   | 宮崎県総合運動公園陸上競技場 |  |
| 13:00         | 谷川拓弥 31分 · 麻生大治郎 63分 · 竹井竜太 104分 | 公式記録 (PDF) | 蓮沼剛 19分 · 河野将吾 75分 (PK) | 観客数: 488人 主審: 福田哲郎 |  |

| 2006年9月18日 | V・ファーレン長崎 | 1 - 2          | バンディオンセ神戸         | 長崎県立総合運動公園陸上競技場 |  |
| 13:00         | 首藤啓祐 81分     | 公式記録 (PDF) | 芝崎公彦 6分 · 森陽一 19分 | 観客数: 758人 主審: 入部進也   |  |

| 2006年9月17日 | 栃木SC                                       | 3 - 0          | 佐賀大学 | 栃木県グリーンスタジアム     |  |
| 13:00         | 只木章広 9分 · 高秀賢史 41分 · 佐野智洋 89分 | 公式記録 (PDF) |          | 観客数: 866人 主審: 蒲澤淳一 |  |

| 2006年9月17日 | カマタマーレ讃岐 | 0 - 5          | ロッソ熊本                                                        | 香川県立丸亀競技場           |  |
| 13:00         |                  | 公式記録 (PDF) | 福嶋洋 10分, 65分 · 森川拓巳 25分 · 高橋泰 57分 · 宮崎大志郎 84分 | 観客数: 519人 主審: 渡邊智哉 |  |

| 2006年9月17日 | 高田FC | 0 - 2          | アルテ高崎                  | 奈良県立橿原公苑陸上競技場   |  |
| 13:00         |        | 公式記録 (PDF) | 川勾邦明 78分 · 細貝聡 89分 | 観客数: 740人 主審: 村上伸次 |  |

| 2006年9月17日 | 初芝橋本高校 | 0 - 5          | 八戸大学                                                              | 紀三井寺陸上競技場           |  |
| 13:00         |              | 公式記録 (PDF) | 笹森祐太 16分 · 三田和典 60分 · 新井山祥智 83分, 89分 · 笹山翔平 89分 | 観客数: 287人 主審: 早川一行 |  |

| 2006年9月17日 | TDK                         | 2 - 0          | JAPANサッカーカレッジ | 秋田市八橋運動公園陸上競技場   |  |
| 13:00         | 小沢征敏 10分 · 藤原昭 80分 | 公式記録 (PDF) |                       | 観客数: 1,214人 主審: 村田裕介 |  |

### 2回戦
| 2006年9月23日 | 新日鐵大分                                      | 3 - 1          | 松本山雅FC    | 札幌厚別公園競技場           |  |
| 13:00         | 後藤一利 29分 · 古園純一郎 44分 · 長木通憲 69分 | 公式記録 (PDF) | 小澤修一 33分 | 観客数: 261人 主審: 河合英治 |  |

| 2006年9月23日 | 高知大学                                            | 4 - 0          | SC鳥取 | 盛岡南公園球技場             |  |
| 13:00         | 南方孝太 35分, 50分 · 菅和範 47分 · 日出山亮太 51分 | 公式記録 (PDF) |        | 観客数: 138人 主審: 蒲澤淳一 |  |

| 2006年9月23日 | 鹿屋体育大学 | 0 - 3          | びわこ成蹊スポーツ大学                   | 金沢市民サッカー場           |  |
| 13:00         |              | 公式記録 (PDF) | 近藤岳登 35分 (PK), 84分 · 玉垣光滋 48分 | 観客数: 223人 主審: 村田裕介 |  |

| 2006年9月23日 | 韮崎アストロスFC   | 1 - 3 (延長)   | 立命館大学                               | 大分市営陸上競技場          |  |
| 13:00         | 小泉圭二 46分 (PK) | 公式記録 (PDF) | 35分 (OG) · 西野誠 94分 · 福本尚純 119分 | 観客数: 78人 主審: 入部進也 |  |

| 2006年9月23日 | 三菱水島FC                      | 2 - 0          | FCセントラル中国 | 福山市竹ヶ端運動公園陸上競技場 |  |
| 13:00         | 檜垣信義 82分 · 高松健太郎 89分 | 公式記録 (PDF) |                  | 観客数: 723人 主審: 今村亮一   |  |

| 2006年9月23日                                       | 関西大学 | 0 - 0 (延長) (6 - 5 PK戦)                                       | FC琉球 | 京都府立山城総合運動公園太陽が丘陸上競技場 |  |
| 13:01                                               |          | 公式記録 (PDF)                                                  |        | 観客数: 359人 主審: 今村義朗               |  |
|                                                     |          | PK戦                                                            |        |                                            |  |
| 木本敬介 安藤淳 阪本晃司 池田将洋 北橋悠佑 松田智志 |          | 比嘉リカルド 石川翔二 クリスティアーノ 栗田泰次郎 関貴史 タチコ |        |                                            |  |

| 2006年9月23日 | 神奈川大学 | 0 - 1          | FC岐阜        | 大和市営大和スポーツセンター競技場 |  |
| 13:01         |            | 公式記録 (PDF) | 中尾康二 27分 | 観客数: 794人 主審: 北村央春       |  |

| 2006年9月24日 | 福岡大学 | 0 - 2          | 宮崎産業経営大学                   | 東平尾公園博多の森球技場     |  |
| 13:00         |          | 公式記録 (PDF) | 谷川拓弥 11分 · 竹井竜太 67分 (PK) | 観客数: 303人 主審: 池田直寛 |  |

| 2006年9月23日 | 愛知学院大学  | 1 - 8          | バンディオンセ神戸                                                                   | 豊田市運動公園陸上競技場     |  |
| 13:00         | 築舘秀飛 84分 | 公式記録 (PDF) | 和多田充寿 8分, 71分, 78分, 89分 (PK) · 森陽一 25分 (PK), 50分, 68分 · 吉沢秀幸 73分 | 観客数: 356人 主審: 唐紙学志 |  |

| 2006年9月23日 | 尚美学園大学 | 0 - 2          | 栃木SC                        | 川越運動公園陸上競技場       |  |
| 13:00         |              | 公式記録 (PDF) | 高秀賢史 71分 · 茅島史彦 77分 | 観客数: 575人 主審: 勝又光司 |  |

| 2006年9月23日 | 流通経済大学 | 0 - 2          | ロッソ熊本        | ひたちなか市総合運動公園陸上競技場 |  |
| 13:00         |              | 公式記録 (PDF) | 福嶋洋 18分, 40分 | 観客数: 348人 主審: 野口達生       |  |

| 2006年9月23日 | 静岡FC                               | 2 - 1          | アルテ高崎    | 日本平スタジアム             |  |
| 13:00         | 下司隆士 38分 · 長友耕一郎 89分 (PK) | 公式記録 (PDF) | 高須洋平 25分 | 観客数: 251人 主審: 佐藤隆治 |  |

| 2006年9月23日 | YKK AP         | 1 - 0 (延長)   | 八戸大学 | 富山県総合運動公園陸上競技場 |  |
| 13:00         | 長谷川満 112分 | 公式記録 (PDF) |          | 観客数: 1,125人 主審: 中野卓 |  |

| 2006年9月23日 | 法政大学                      | 2 - 0          | TDK | 江東区夢の島陸上競技場       |  |
| 13:00         | 井上平 61分 · 小助川慶太 71分 | 公式記録 (PDF) |     | 観客数: 449人 主審: 砂川惠一 |  |

### 3回戦
| 2006年10月8日 | コンサドーレ札幌                   | 3 - 1 (延長)   | 新日鐵大分    | 室蘭市入江運動公園陸上競技場   |  |
| 13:00         | 相川進也 4分, 119分 · フッキ 116分 | 公式記録 (PDF) | 長木通憲 88分 | 観客数: 2,353人 主審: 岡野宇広 |  |

| 2006年10月8日 | Honda FC      | 1 - 0          | 高知大学 | ホンダ都田サッカー場         |  |
| 13:00         | 鈴木弘大 88分 | 公式記録 (PDF) |          | 観客数: 605人 主審: 早川一行 |  |

| 2006年10月8日 | 愛媛FC                        | 2 - 0          | びわこ成蹊スポーツ大学 | 愛媛県総合運動公園陸上競技場   |  |
| 13:00         | 大坪博和 39分 · 田中俊也 63分 | 公式記録 (PDF) |                        | 観客数: 1,504人 主審: 今村亮一 |  |

| 2006年10月8日 | サガン鳥栖                                                      | 4 - 3          | 立命館大学                          | 佐賀県総合運動場陸上競技場     |  |
| 13:01         | 藤田祥史 24分 · 飯尾和也 48分 · 小井手翔太 61分 · 高橋義希 85分 | 公式記録 (PDF) | 阪田章裕 22分, 49分 · 古部健太 22分 | 観客数: 1,679人 主審: 野田祐樹 |  |

| 2006年10月8日 | モンテディオ山形                                                        | 6 - 2          | 三菱水島FC                      | 山形県総合運動公園陸上競技場   |  |
| 13:00         | レアンドロ 12分, 55分, 59分 · 渡辺匠 27分 · 内山俊彦 30分 · 原竜太 63分 | 公式記録 (PDF) | 高松健太郎 14分 · 川口正人 70分 | 観客数: 1,804人 主審: 田辺宏司 |  |

| 2006年10月8日 | 湘南ベルマーレ                                      | 4 - 1          | 関西大学    | 平塚競技場                     |  |
| 13:00         | 村山祐介 42分 · 永里源気 49分 · アジエル 68分, 78分 | 公式記録 (PDF) | 安藤淳 38分 | 観客数: 1,167人 主審: 池田直寛 |  |

| 2006年10月8日 | ザスパ草津              | 3 - 0          | FC岐阜 | 群馬県立敷島公園サッカー・ラグビー場 |  |
| 13:00         | 高田保則 1分, 5分, 82分 | 公式記録 (PDF) |        | 観客数: 2,650人 主審: 大西弘幸       |  |

| 2006年10月8日 | 徳島ヴォルティス                                             | 4 - 1          | 宮崎産業経営大学 | 徳島市球技場                 |  |
| 13:00         | 片岡功二 3分 · 玉乃淳 15分 · 羽地登志晃 55分 · 小林康剛 71分 | 公式記録 (PDF) | 牧本泰山 20分    | 観客数: 831人 主審: 小川直仁 |  |

| 2006年10月8日 | 横浜FC | 0 - 1          | バンディオンセ神戸 | 三ツ沢公園球技場               |  |
| 13:04         |        | 公式記録 (PDF) | 吉沢秀幸 84分      | 観客数: 2,011人 主審: 牧野明久 |  |

| 2006年10月8日 | 東京ヴェルディ1969 | 0 - 1          | 栃木SC          | 味の素スタジアム               |  |
| 13:00         |                    | 公式記録 (PDF) | 吉田賢太郎 60分 | 観客数: 3,023人 主審: 砂川惠一 |  |

| 2006年10月8日 | ベガルタ仙台         | 1 - 0          | ロッソ熊本 | ユアテックスタジアム仙台       |  |
| 13:04         | ボルジェス 28分 (PK) | 公式記録 (PDF) |            | 観客数: 6,007人 主審: 鍋島將起 |  |

| 2006年10月8日 | 水戸ホーリーホック | 0 - 1          | 静岡FC      | ひたちなか市総合運動公園陸上競技場 |  |
| 13:05         |                    | 公式記録 (PDF) | 河村優 50分 | 観客数: 1,016人 主審: 辺見康裕     |  |

| 2006年10月8日 | ヴィッセル神戸              | 2 - 4          | YKK AP                                            | 富山県総合運動公園陸上競技場   |  |
| 13:00         | 北野翔 25分 · 平瀬智行 62分 | 公式記録 (PDF) | 牛鼻健 20分, 86分 · 岸田裕樹 38分 · 長谷川満 85分 | 観客数: 3,551人 主審: 前田拓哉 |  |

| 2006年10月8日 | 柏レイソル                                                  | 3 - 0          | 法政大学 | 日立柏サッカー場               |  |
| 13:00         | 谷澤達也 69分 · ドゥンビア 83分 (PK) · 佐藤由紀彦 89分 (PK) | 公式記録 (PDF) |          | 観客数: 2,752人 主審: 村上伸次 |  |

### 4回戦
| 2006年11月4日 | 浦和レッズ                                                 | 5 - 0          | 静岡FC | さいたま市駒場スタジアム        |  |
| 13:05         | 田中達也 4分, 57分 · 長谷部誠 22分 · ワシントン 46分, 89分 | 公式記録 (PDF) |        | 観客数: 13,636人 主審: 奥谷彰男 |  |

| 2006年11月4日                              | アビスパ福岡   | 1 - 1 (延長) (4 - 3 PK戦)                | 京都パープルサンガ     | 東平尾公園博多の森球技場       |  |
| 13:00                                      | ホベルト 111分 | 公式記録 (PDF)                           | パウリーニョ 98分 (PK) | 観客数: 1,606人 主審: 吉田寿光 |  |
|                                            |                | PK戦                                     |                        |                                |  |
| ホベルト 古賀誠史 中村北斗 城後寿 田中佑昌 |                | 林丈統 中山博貴 渡邉大剛 加藤大志 角田誠 |                        |                                |  |

| 2006年11月5日 | 大宮アルディージャ          | 2 - 1          | YKK AP        | 秋田市八橋運動公園陸上競技場   |  |
| 13:03         | 橋本早十 41分 · 若林学 81分 | 公式記録 (PDF) | 岸田裕樹 61分 | 観客数: 2,074人 主審: 岡田正義 |  |

| 2006年11月4日                                                                                            | ジュビロ磐田 | 1 - 1 (延長) (9 - 8 PK戦)                                                                            | 柏レイソル      | ヤマハスタジアム               |  |
| 13:00 | 前田遼一 9分 | 公式記録 (PDF)                                                                                       | ドゥンビア 56分 | 観客数: 5,557人 主審: 扇谷健司 |  |
| |              | PK戦                                                                                                 |                 |                                |  |
| 中山雅史 ファブリシオ 前田遼一 太田吉彰 金珍圭 上田康太 服部年宏 菊地直哉 川口能活 中山雅史 ファブリシオ |              | 永井俊太 鈴木達也 佐藤由紀彦 藏川洋平 平山智規 ドゥンビア 小林亮 小林祐三 加藤慎也 永井俊太 鈴木達也 |                 |                                |  |

| 2006年11月8日 | 鹿島アントラーズ                                          | 4 - 0          | Honda FC | カシマスタジアム             |  |
| 19:04         | 12分 (OG) · 深井正樹 15分 · 田代有三 19分 · 岩政大樹 60分 | 公式記録 (PDF) |          | 観客数: 1,824人 主審: 東城穣 |  |

| 2006年11月5日 | 名古屋グランパスエイト | 1 - 0          | ベガルタ仙台 | 名古屋市瑞穂公園陸上競技場     |  |
| 13:02         | ヨンセン 32分          | 公式記録 (PDF) |              | 観客数: 3,906人 主審: 山西博文 |  |

| 2006年11月5日 | 清水エスパルス                                                        | 6 - 4          | 栃木SC                                                          | 日本平スタジアム               |  |
| 13:04         | 矢島卓郎 59分, 73分 · 藤本淳吾 68分, 84分 · マルキーニョス 72分, 88分 | 公式記録 (PDF) | 只木章広 75分 · 吉田賢太郎 80分 · 茅島史彦 87分 · 永井健太 89分 | 観客数: 5,261人 主審: 長田和久 |  |

| 2006年11月5日 | FC東京                                                                          | 7 - 0          | バンディオンセ神戸 | 味の素スタジアム               |  |
| 13:00         | 増嶋竜也 17分 · ルーカス 33分, 85分 · 馬場憂太 43分, 50分 · 鈴木規郎 62分, 70分 | 公式記録 (PDF) |                    | 観客数: 6,397人 主審: 高山啓義 |  |

| 2006年11月4日 | ガンバ大阪                    | 2 - 1          | 湘南ベルマーレ | 万博記念競技場                 |  |
| 13:00         | 二川孝広 44分 · 家長昭博 79分 | 公式記録 (PDF) | 石原直樹 32分  | 観客数: 3,454人 主審: 村上伸次 |  |

| 2006年11月4日 | サンフレッチェ広島                            | 3 - 0          | セレッソ大阪 | 鳥取バードスタジアム           |  |
| 13:00         | 駒野友一 62分 · 佐藤寿人 63分 · 青山敏弘 87分 | 公式記録 (PDF) |              | 観客数: 4,286人 主審: 片山義継 |  |

| 2006年11月5日 | 大分トリニータ                           | 4 - 1          | ザスパ草津  | 九州石油ドーム                 |  |
| 13:00         | 高橋大輔 9分, 44分, 58分 · 三木隆司 18分 | 公式記録 (PDF) | 齋藤竜 67分 | 観客数: 5,515人 主審: 柏原丈二 |  |

| 2006年11月5日 | 横浜F・マリノス | 1 - 0 (延長)   | 愛媛FC | 三ツ沢公園球技場               |  |
| 13:00         | マルケス 104分  | 公式記録 (PDF) |        | 観客数: 5,791人 主審: 砂川惠一 |  |

| 2006年11月4日 | 川崎フロンターレ                                | 3 - 0          | サガン鳥栖 | 等々力陸上競技場             |  |
| 13:04         | 中村憲剛 77分 · 鄭大世 80分 · ジュニーニョ 89分 | 公式記録 (PDF) |            | 観客数: 5,026人 主審: 松尾一 |  |

| 2006年11月5日 | ヴァンフォーレ甲府                | 3 - 2          | モンテディオ山形                | 山梨県小瀬スポーツ公園陸上競技場 |  |
| 13:00         | ビジュ 40分 · 須藤大輔 63分, 83分 | 公式記録 (PDF) | 宮沢克行 21分 · レアンドロ 55分 | 観客数: 4,344人 主審: 穴沢努     |  |

| 2006年11月8日 | ジェフユナイテッド市原・千葉 | 0 - 1          | コンサドーレ札幌 | フクダ電子アリーナ             |  |
| 19:04         |                              | 公式記録 (PDF) | 相川進也 66分    | 観客数: 4,389人 主審: 扇谷健司 |  |

| 2006年11月4日 | アルビレックス新潟              | 2 - 0          | 徳島ヴォルティス | 新潟スタジアム                  |  |
| 13:00         | 三田光 46分 · ファビーニョ 89分 | 公式記録 (PDF) |                  | 観客数: 12,724人 主審: 松村和彦 |  |

### 5回戦
| 2006年12月16日 | 浦和レッズ                                        | 3 - 0 (延長)   | アビスパ福岡 | 埼玉スタジアム2002              |  |
| 13:04          | ポンテ 93分 · ワシントン 108分 · 永井雄一郎 119分 | 公式記録 (PDF) |              | 観客数: 1,7675人 主審: 砂川惠一 |  |

| 2006年12月9日 | ジュビロ磐田 | 1 - 0          | 大宮アルディージャ | ヤマハスタジアム               |  |
| 13:00         | 西紀寛 56分  | 公式記録 (PDF) |                    | 観客数: 4,328人 主審: 前田拓哉 |  |

| 2006年12月9日 | 鹿島アントラーズ                          | 2 - 1          | 名古屋グランパスエイト | カシマスタジアム             |  |
| 13:00         | アレックス・ミネイロ 11分 · 中後雅喜 25分 | 公式記録 (PDF) | ヨンセン 12分          | 観客数: 5,627人 主審: 松尾一 |  |

| 2006年12月9日 | 清水エスパルス                                      | 3 - 2 (延長)   | FC東京                       | 桃太郎スタジアム             |  |
| 13:00         | 高木純平 5分 · 藤本淳吾 89分 · チョ・ジェジン 111分 | 公式記録 (PDF) | 増嶋竜也 8分 · 梶山陽平 38分 | 観客数: 3,955人 主審: 穴沢努 |  |

| 2006年12月9日 | ガンバ大阪                                                         | 4 - 2 (延長)   | サンフレッチェ広島            | 神戸総合運動公園ユニバー記念競技場 |  |
| 13:04         | 遠藤保仁 69分 (PK) · マグノ・アウベス 77分, 112分 · 寺田紳一 110分 | 公式記録 (PDF) | 佐藤寿人 64分 · 森崎浩司 89分 | 観客数: 3,625人 主審: 奥谷彰男     |  |

| 2006年12月9日                           | 大分トリニータ | 1 - 1 (延長) (2 - 4 PK戦)                    | 横浜F・マリノス | 長崎県立総合運動公園陸上競技場 |  |
| 13:00                                   | 高橋大輔 68分  | 公式記録 (PDF)                               | 坂田大輔 15分   | 観客数: 8,056人 主審: 山西博文 |  |
|                                         |                | PK戦                                         |                 |                                |  |
| トゥーリオ ラファエル 根本裕一 松橋章太 |                | 山瀬功治 久保竜彦 マルケス 狩野健太 河合竜二 |                 |                                |  |

| 2006年12月9日 | 川崎フロンターレ               | 2 - 5          | ヴァンフォーレ甲府                                                    | 香川県立丸亀競技場             |  |
| 13:00         | ジュニーニョ 6分 · 鄭大世 78分 | 公式記録 (PDF) | ジョジマール 29分, 67分 · 藤田健 35分 · 倉貫一毅 63分 · 須藤大輔 84分 | 観客数: 3,881人 主審: 村上伸次 |  |

| 2006年12月9日                                                         | コンサドーレ札幌  | 2 - 2 (延長) (8 - 7 PK戦)                                                     | アルビレックス新潟                | フクダ電子アリーナ           |  |
| 13:04                                                                 | 砂川誠 34分, 51分 | 公式記録 (PDF)                                                                | エジミウソン 13分 · 矢野貴章 83分 | 観客数: 5,235人 主審: 東城穣 |  |
|                                                                       |                   | PK戦                                                                          |                                   |                              |  |
| 砂川誠 曽田雄志 大塚真司 中山元気 芳賀博信 相川進也 和波智広 西嶋弘之 |                   | エジミウソン ファビーニョ 松下年宏 河原和寿 内田潤 千葉和彦 寺川能人 矢野貴章 |                                   |                              |  |

### 準々決勝
| 2006年12月23日                                                                        | 浦和レッズ                            | 3 - 3 (延長) (10 - 9 PK戦)                                                                            | ジュビロ磐田                                  | 埼玉スタジアム2002              |  |
| 13:03                                                                                 | 永井雄一郎 54分 · 小野伸二 63分, 80分 | 公式記録 (PDF)                                                                                        | 前田遼一 31分 · 福西崇史 46分 · 犬塚友輔 81分 | 観客数: 27,242人 主審: 岡田正義 |  |
|                                                                                       |                                       | PK戦                                                                                                  |                                               |                                 |  |
| 小野伸二 山田暢久 ポンテ 酒井友之 長谷部誠 都築龍太 内舘秀樹 鈴木啓太 坪井慶介 細貝萌 |                                       | 前田遼一 太田吉彰 金珍圭 上田康太 ファブリシオ 船谷圭祐 カレン・ロバート 菊地直哉 大井健太郎 犬塚友輔 |                                               |                                 |  |

| 2006年12月23日 | 鹿島アントラーズ                            | 3 - 2          | 清水エスパルス      | 熊本県民総合運動公園陸上競技場 |  |
| 15:02          | 田代有三 54分 · 本山雅志 79分 · 柳沢敦 88分 | 公式記録 (PDF) | 矢島卓郎 10分, 50分 | 観客数: 5,737人 主審: 柏原丈二 |  |

| 2006年12月23日 | ガンバ大阪                                           | 3 - 1          | 横浜F・マリノス | 神戸総合運動公園ユニバー記念競技場 |  |
| 15:04          | 播戸竜二 8分 · 家長昭博 69分 · マグノ・アウベス 76分 | 公式記録 (PDF) | 坂田大輔 2分    | 観客数: 9,044人 主審: 片山義継     |  |

| 2006年12月23日 | ヴァンフォーレ甲府 | 0 - 2          | コンサドーレ札幌         | ユアテックスタジアム仙台       |  |
| 13:02          |                    | 公式記録 (PDF) | 0分 (OG) · 加賀健一 73分 | 観客数: 5,537人 主審: 吉田寿光 |  |

### 準決勝
| 2006年12月29日 | 浦和レッズ                  | 2 - 1          | 鹿島アントラーズ | 国立霞ヶ丘競技場陸上競技場    |  |
| 15:04          | 小野伸二 40分 · ポンテ 82分 | 公式記録 (PDF) | 岩政大樹 69分    | 観客数: 35,782人 主審: 上川徹 |  |

| 2006年12月29日 | ガンバ大阪                  | 2 - 1          | コンサドーレ札幌 | エコパスタジアム               |  |
| 13:06          | 加地亮 18分 · 前田雅文 52分 | 公式記録 (PDF) | 相川進也 54分    | 観客数: 7,038人 主審: 松村和彦 |  |

### 決勝
2007年元日の決勝に勝ち進んだのは、2006年のJ1を制し、シーズン二冠と天皇杯連覇を狙う浦和レッズと、「6度目の正直」でJリーグ発足後初めて決勝に勝ち進んだガンバ大阪の対戦となった。両チームは前年の天皇杯覇者（浦和）とシーズン覇者（G大阪）としてゼロックススーパーカップを皮切りにリーグ戦の開幕戦と最終戦と、いずれもシーズンの節目となるタイミングで対戦していた。この試合は浦和監督のギド・ブッフバルトのラストゲームであると同時に、G大阪の精神的支柱であったDF宮本恒靖の移籍前ラストゲームでもあった。
2006年シーズンの対戦成績は浦和の2勝1分けであったが、この日の浦和はシーズンのレギュラーメンバーであったFW田中達也とDF坪井慶介をけがで欠き、FWワシントン、MF三都主アレサンドロ、DF田中マルクス闘莉王がコンディション不良や移籍準備のためいずれもブラジルに帰国中、と大幅に戦力を落としており、ほぼベストメンバーをそろえたG大阪に試合開始直後から再三押し込まれた。G大阪の2トップ、播戸竜二とマグノ・アウベスが前半だけで2人あわせて7本のシュートを放つも、浦和のGK都築龍太が再三ファインセーブを見せるなど得点を許さず、前半はスコアレスドローで折り返す。
後半もG大阪の攻勢が続くが、これに対して浦和は反転攻勢をかけるべく62分にDF平川忠亮に代えてMF長谷部誠を、76分にMF小野伸二に代えてFW岡野雅行をそれぞれ投入。これが功を奏し、87分に長谷部のパスを受けた岡野がG大阪のDFをかわしてセンタリング、それを受けたFW永井雄一郎が右足でゴールを決め、浦和が先制。これを守りきった浦和が2年連続6度目（前身の三菱重工時代を含む）の、また1992年の日産FC横浜マリノス以来（Jリーグ発足後は初）となる連覇を成し遂げた。G大阪はシュート数で21本対6本と終始試合を圧倒しながら決定力不足が響いた。
| 2007年1月1日 14:02 |

| 浦和レッズ      | 1 - 0          | ガンバ大阪 |
| 永井雄一郎 87分 | 公式記録 (PDF) |            |

| 国立霞ヶ丘陸上競技場 観客数: 46,880人 主審: 西村雄一 |

- この節の出典
  - 【第86回天皇杯決勝 浦和 vs G大阪：浦和レポート】光った都築の好セーブ。流れを変えた岡野投入。浦和、苦しみながらもG大阪を下し、天皇杯連覇を達成！ - J's GOAL 2007年1月1日配信記事
  - 【第86回天皇杯決勝 浦和 vs G大阪：G大阪レポート】浦和の３倍以上ものシュートを放つも１点が遠く。決定力不足に泣いたG大阪、決勝で散る。 - J's GOAL 2007年1月1日配信記事
  - 明暗を分けた「勝利のメンタリティー」 - 宇都宮徹壱の天皇杯漫遊記2006 - スポーツナビ2007年1月2日配信記事